# Amphiesma celebicum
Amphiesma celebicum là một loài rắn trong họ Colubridae. Loài này được Peters & Doria mô tả khoa học đầu tiên năm 1878.